# Курівці
Курівці́ — село в Україні, у Тернопільській міській громаді Тернопільського району Тернопільської області. Центр Куровецької сільської ради (до 2018). Залізнична станція.
Населення — 718 осіб (2003).
До 2018 — центр сільської ради. Від 2018 року ввійшло у склад Тернопільської міської громади.

## Розташування
Село розташоване на Західному Поділлі, простяглося у вузькій долині річки Нестерівка — лівої притоки Серета. Місцевість розташована в західній частині правобережного лісостепу на Волино-Подільському плато. Через село проходить залізничне сполучення Львів — Тернопіль.
Східна частина села, розложена на двох пагорбах, зветься «Зарваниця», західна — на великому пагорбі — має назву «Селяни». Третя частина Курівець (це своєрідний присілок і там, згідно з переказами, колись було село) має назву «Ценево». Ці три частини розмежовані яром («ровами») та річкою. Долина над Нестерівкою із закрутами річки, сіножатями та пасовиськами, лісосмугою при залізниці та Крутим Горбом надають привабливості околицям села.

## Історія
Поблизу Курівців виявлено археологічні пам'ятки пізнього палеоліту.
Відоме від XVI ст.
Діяли «Просвіта», «Сільський господар» та інші товариства.
1 серпня 1934 року в рамках реформи на підставі нового закону про самоуправління (23 березня 1933 року) село увійшло до новоствореної сільської гміни Цебрів (Тернопільський повіт Тернопільського воєводства).

## Пам'ятки

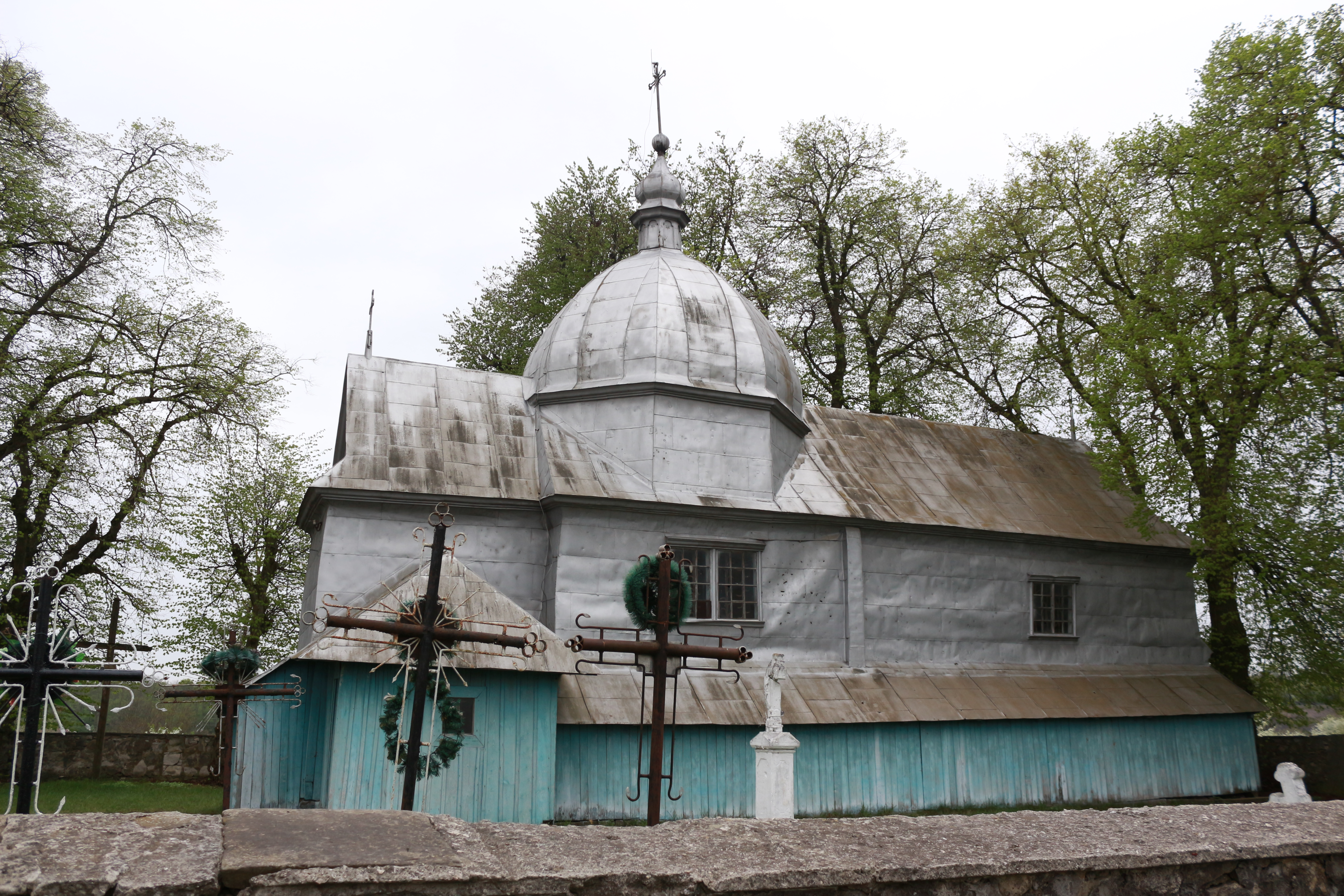

Є церква Вознесіння Господнього (2002, мур.). Збереглася дерев'яна церква Вознесіння 1858 [Архівовано 21 червня 2013 у Wayback Machine.].
Пам'ятник Тарасу Шевченку відкрито на подвір'ї школи у 1964 р. Його автор — відомий скульптор Володимир Лупійчук. Побудований на кошти, які зібрали вчителі школи та молодь села, виступаючи у навколишніх селах з постановкою п'єси Тараса Шевченка «Назар Стодоля»..
Могила та пам'ятний знак полеглим за волю України — знаходиться поруч з церквою. Освячена 22 липня 1990 р., насипана на тому місці, де з 1941 р. була могила на честь Січових Стрільців. У післявоєнні роки могила була зрівняна з землею.
Пам'ятник односельчанам, які полягли у радянсько-німецький війні зведено у 1967 році, відновлення та реєстровано у 1995 році.
Пам'ятка на честь скасування панщини 3 травня 1848 р. Поставлена поруч зі старою школою на початку шкільного саду, біля гостинця. У післявоєнні роки була знята, але збережена (1996, відновлено).
Франкова липа. Знаходиться в центрі села, при дорозі. Саме тут жителі села 18 травня 1898 р зустрічали І. Франка. Липу огороджено, у 1991 році встановлено меморіальну таблицю.
Кімната — музей Миколи Бенцаля, видатного земляка, актора та режисера галицького театру відкрито 26 травня 1991 р. з нагоди 100 — річчя з дня народження артиста.
Пам'ятне місце зустрічі селян з Іваном Франком та Лесем Мартовичем
щойновиявлена пам'ятка історії. Розташоване біля мосту через р. Золота Липа.
Пам'ятна плита виготовлена із каменю.
Розміри: 0,8х0,6 висота плити 0,55, площа 6,5 м2.

## Соціальна сфера
Працюють загальноосвітня школа І-ІІ ступенів (від 1997 — ім. М. Бенцаля) клуб, бібліотека, ФАП, музей М. Бенцаля, торговельний заклад.

## Відомі люди

### Народилися
- український актор і режисер Микола Гнатович Бенцаль,
- заслужений діяч науки і техніки України, доктор географічних наук, професор Олег Іванович Шаблій,
- вчений-епідеміолог Ярослав Алексевич,
- громадський діяч С. Загребельний,
- військовик Юрій Флиста[4],
- футболіст Юрій Соколовський.

### Перебували
У травні 1898 році в село приїжджали Іван Франко і Лесь Мартович.

## Галерея

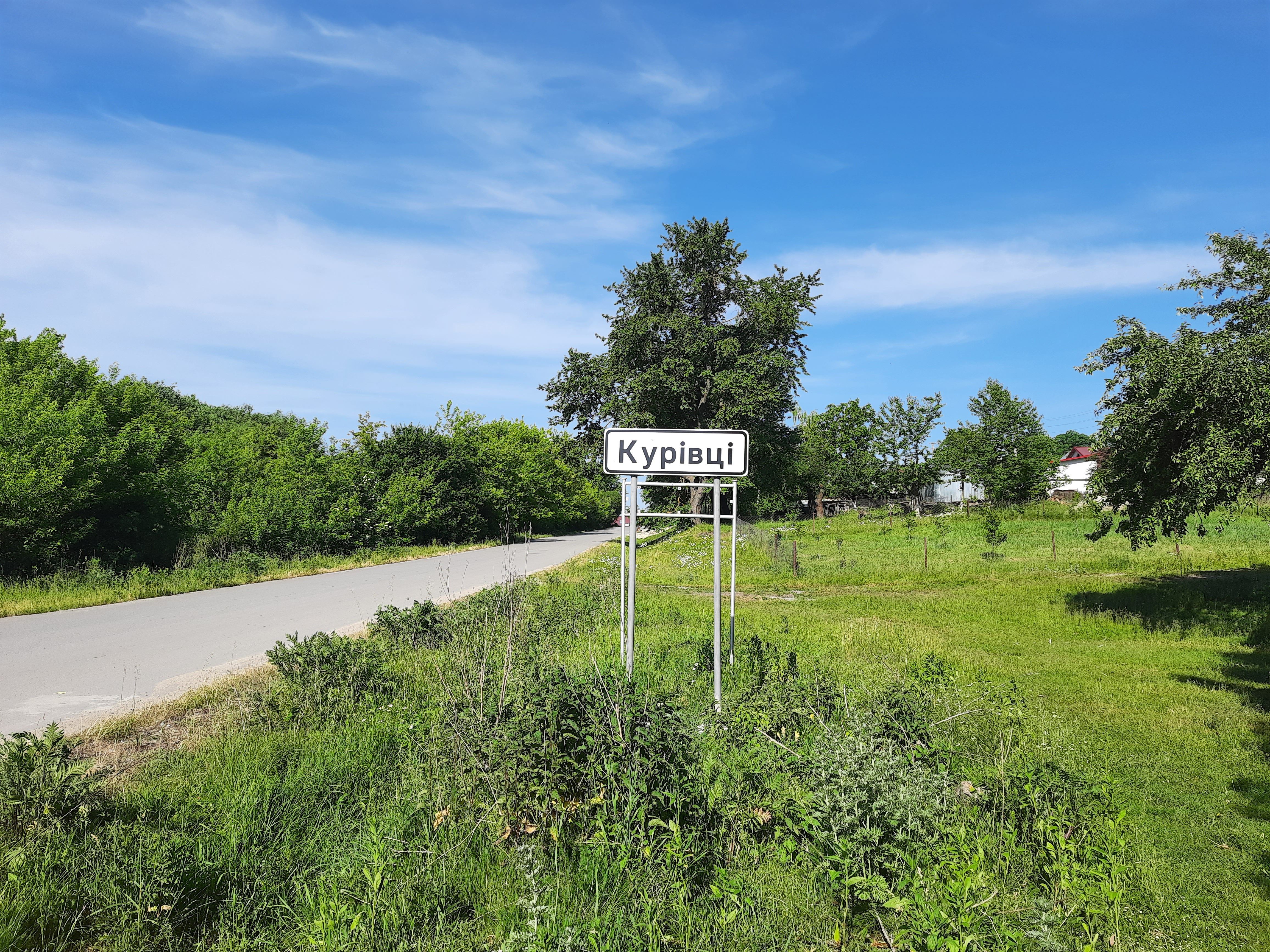
Дорожній знак при в'їзді в село
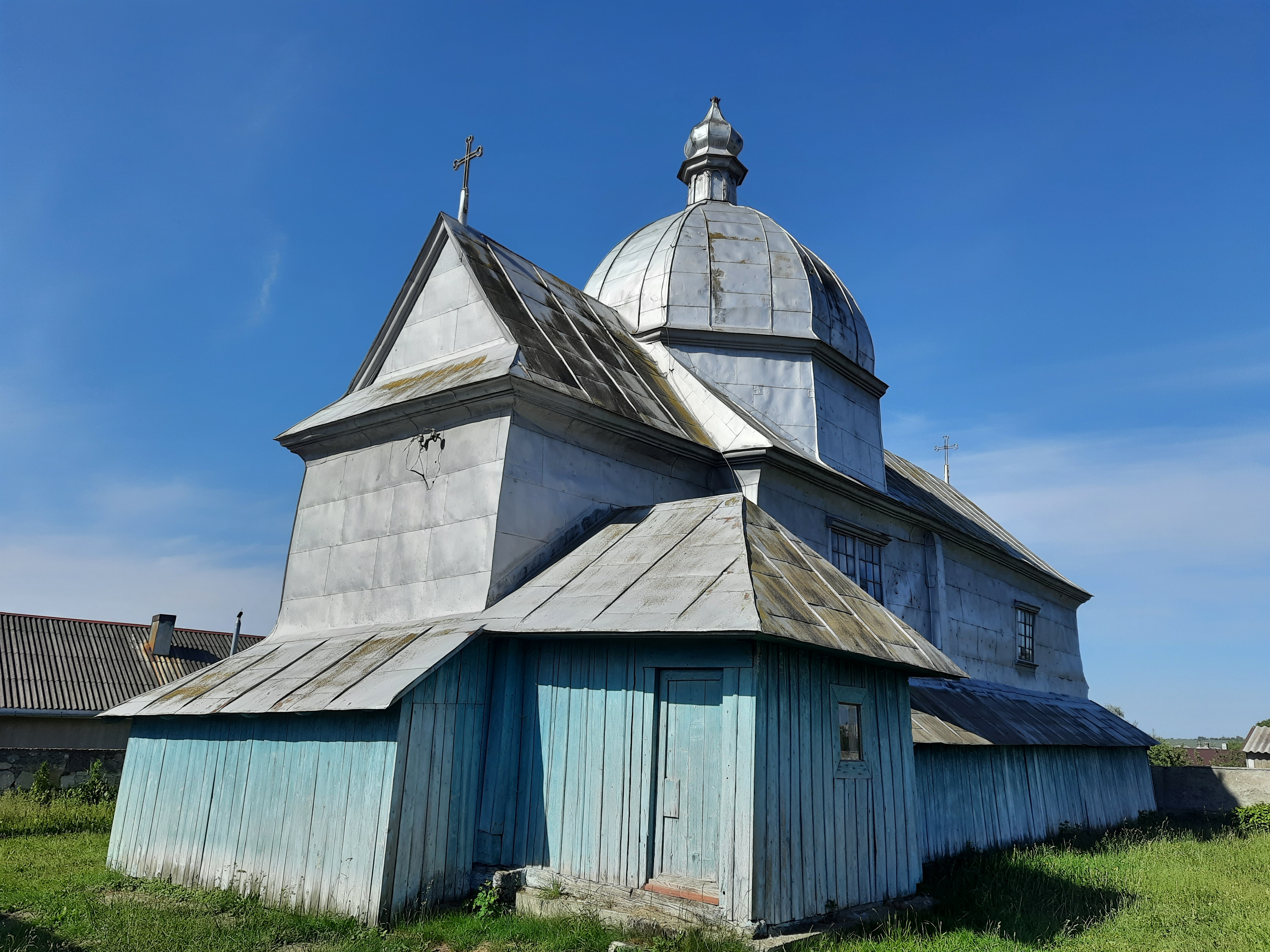
Церква Вознесіння Господнього 1858р.
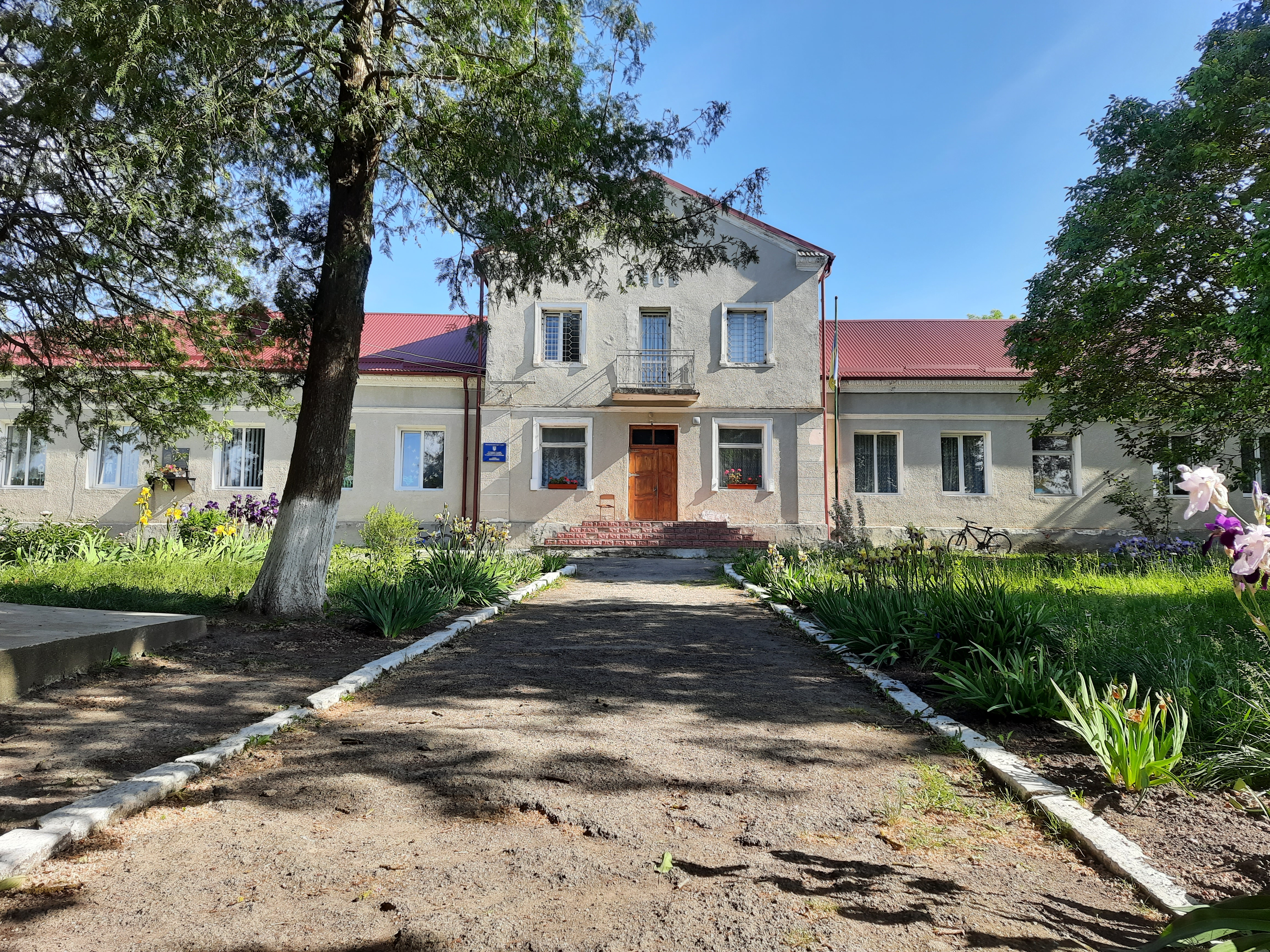
Школа
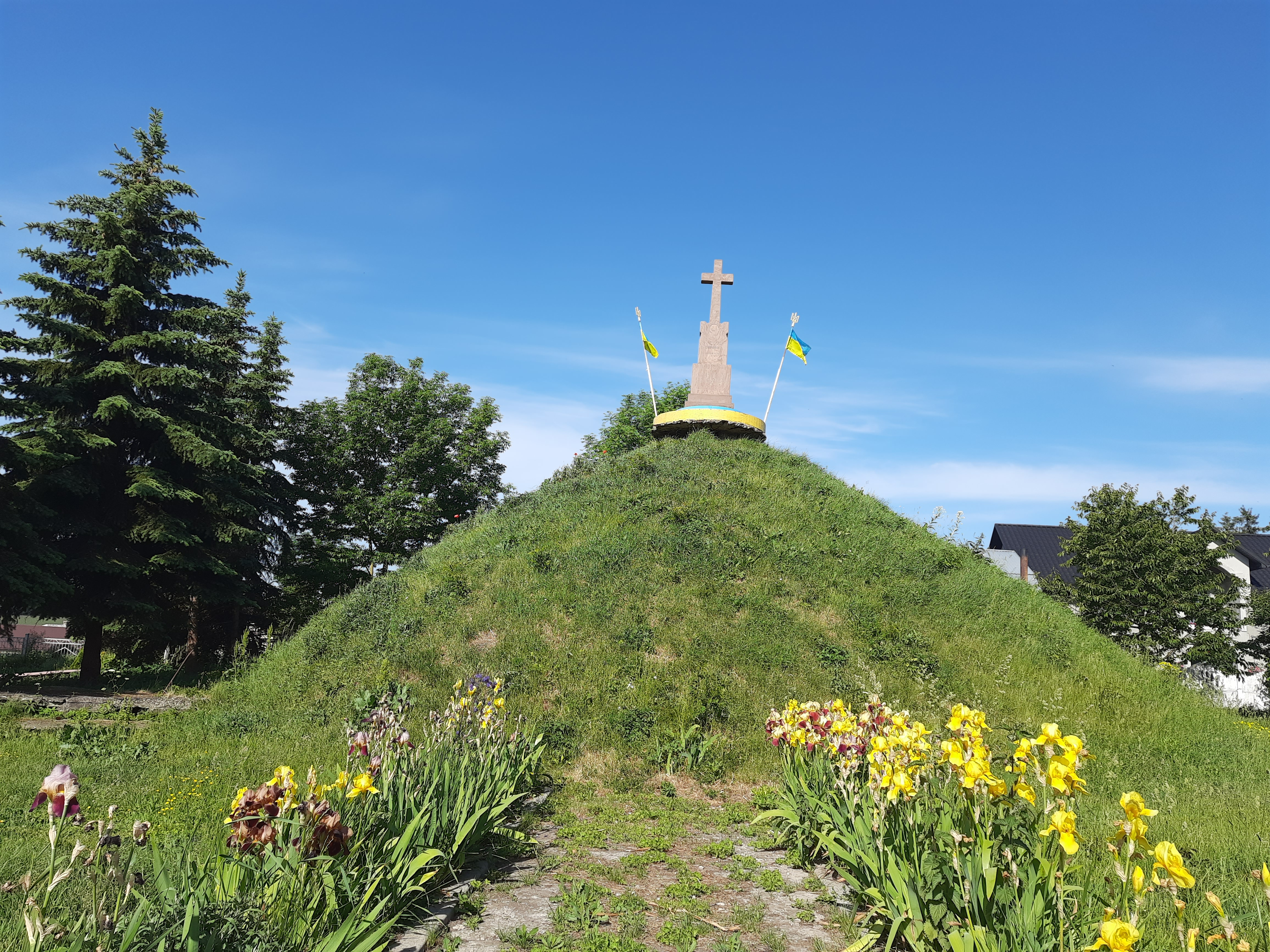
Символічна могила Борцям за волю України

## Електронні джерела
- Облікова картка села[недоступне посилання з липня 2019]

| Україна | Це незавершена стаття з географії України. Ви можете допомогти проєкту, виправивши або дописавши її. |